# 会計学
会計学（かいけいがく、英: accounting）は、社会科学の1つ。企業、官庁、学校、家計（基本的には企業を対象としている）など一定の経済主体が行う会計行為、すなわち、富の存在とその変動に伴う損益とに関する計数的情報の認識・測定と伝達の行為を対象とし、法則、性格、構造などを、首尾一貫した理論的体系をもって解明しようとする学問のことである。

## 概要
企業会計における主な領域として、企業外部の利害関係者（株主、債権者、税務当局など）に情報提供することを目的とした「財務会計」と企業内部の利害関係者である経営者などに情報提供することを目的とした「管理会計」に大別される。
企業会計は、学問的に「財務会計論」「管理会計論」と呼ばれる。大学では，この他に簿記論、原価計算論、監査論（会計監査論）、経営分析論、税務会計論などの名称で科目が開講されている場合が多い。たとえば、このうち簿記論は，商業簿記と工業簿記に分類され，前者は財務会計の一部、後者は原価計算も含め、管理会計と密接な関係がある。そういう意味で、これら各論は、管理会計と財務会計いずれかが主体であるが、どちらにも関連しているものもある。日本に於いては、明治期に福澤諭吉『帳合之法』（慶應義塾出版局）をはじめとする簿記知識の急速な普及（慶應義塾による簿記講習所）とともに会計学研究が盛んになった。
なお、企業会計の他にも社会会計、非営利組織会計、環境会計、マテリアルフローコスト会計、公会計等、様々な会計領域・分類がある。大正時代には「accounting」の訳語として「会計学」か「計理学」どちらにするかの論争があった。「会計学」を主張した学派の代表は神戸高等商業学校（現神戸大学）教授東奭五郎であり、「計理学」を主張した学派の代表は東京高等商業学校（現一橋大学）教授鹿野清次郎（のち、専修大学教授として1917年専修大学計理科を設置し、計理の専修の立役者となる）であった。専修大学において「計理士法案期成同盟」が結成され、戦後に至るまで、専修大学と一橋大学では計理学という講座名で開講されていた。大正2年（1913年）には、我が国で初めて会計学の雑誌「会計学論叢」（神戸会計学会）が神戸高等商業学校の機関誌として発行された。大正6年（1917年）2月には実務家と学者の学術団体として日本会計学会が創立された。日本会計学会から昭和12年(1937年)12月24日に学術研究を中心とする学者主体の学術団体として日本会計研究学会が再スタートした。

## 会計研究
研究対象となる領域は、会計理論、会計基準、会計制度、会計情報、会計実務、会計史、財務分析手法、企業価値評価手法、原価計算法、会計行動、会計倫理、会計教育等が挙げられる。

### 規範的アプローチと実証的アプローチ
会計学者の研究アプローチは様々だが、主に規範的アプローチと記述的アプローチ(日本において特に多いのは実証的アプローチ)に区分される。会計学において当初重視されていた規範的アプローチは、会計実務で採用されている会計基準から帰納的に会計理論を導出し(会計公準や会計原則等)、そこから「あるべき」会計ルールを演繹するというものであった。その他にも、経済学を基礎として「真の利益(true income)」を演繹する規範的研究を行う学者も多数存在した。1966年にAAA(アメリカ会計学会)が公表したA statement of basic accounting theory（ASOBAT）が、「意思決定有用性アプローチ」を提唱して以降は、会計あるいは財務報告を、情報利用者の意思決定に有用な情報を提供するシステムとしてとらえる見方が支配的となり、会計実務ではなく、意思決定有用性という概念規定から、望ましい会計基準を演繹する手法が採用されるようになった。一方で、記述的アプローチの一つである実証的アプローチが台頭してきたのは1960年代の中頃からである。Ball and Brown [1968]が、会計利益数値が株式市場の投資家に対して有用ではないという帰無仮説を棄却し、会計利益数値が株式市場の投資家に有用であるという対立仮説を採用したことによって、会計情報に関する有用性評価の基本デザインが構築され、アカデミックな領域では、規範的な研究よりも、市場を基礎とする会計研究がメインストリームとなっていったのである。そして1970年代の会計研究は、経済学やファイナンスの理論と実証的な成果を積極的に導入していった。ここまで記載した中でも触れられているが、会計学の世界では、多くの経済学やファイナンスの理論がそのベースとして用いられている。こういった流れの影響を受け、近年では日本においても、実証研究が多くの研究者によって行われるようになった。しかし、日本では依然として規範的アプローチに基づく研究も盛んに行われており、IASBやFASB、ASBJ等が設定した概念フレームワーク(ASBJの概念フレームワークは討議資料のみ)に基づいた規範的研究や、歴史的な観点から会計が果たしてきた役割を分析し、本来のあるべき会計の姿を考察する研究等が行われている。また日本における会計学の領域では、上述したような研究だけでなく、自国や他国の過去、現在、あるいは最新の会計基準・会計理論・会計制度を詳細に調べ、場合によってはそれを特定の基準・理論・制度と比較する研究や、歴史的資料をもとに会計に関する過去の事柄を調査する研究、基準・理論・制度等の変遷をまとめる研究、そして実務を対象とした研究等、様々な研究が行われているため、会計学者の研究スタイルは多岐に及ぶ(中には、哲学や言語学、心理学等の観点から研究を行う学者も存在する)。

### 記述的アプローチにおける方法論
会計研究のうち、記述的アプローチの方法論は、主にアーカイバル研究、実験的研究、分析的研究に区分されている。その他にも、サーベイ研究やフィールドワーク研究等の方法論も存在する。なお、記述的アプローチとは、「あるべき」会計を考察する規範的アプローチとは対照的に、現実の会計現象に着目し、それがどのように成り立っているかを、科学的手法によって解明するアプローチである。記述的アプローチは反証可能性を有しており、客観性も高いため、優れた研究アプローチであると言えるが、その反面、科学的手法が適用できる状況にあるものしか検討対象にできないというデメリットも存在する（たとえば、新たな会計基準が未適用である段階においては、当然ながらその基準の適用後のデータを入手することができないため、それを実証的アプローチで現行基準と比較することは不可能である）。
- アーカイバル研究
実証研究のように大量の会計データを集め、計量経済学的手法を用いて仮説検定を行う定量的研究。ナラティブ・データの内容分析等も含まれる[7]。
- 実験的研究
実験経済学あるいは行動科学の手法[注 1]を会計学の領域に応用して実験を行う研究。因果関係を特定するために変数のコントロールが可能である[8]。
- 分析的研究
数式を用いて構築されたモデルに基づいて、自らが示したい命題を証明していくスタイルを取る研究。主に経済理論が基礎となる。海外ではアーカイバル研究と並ぶ主流な研究手法であるが、日本ではアーカイバル研究の方が圧倒的に多い。
- サーベイ研究
郵便・電話・電子メール・インターネット・対面インタビュー等を利用して実施する研究[9]。意見・好み・信条といった他の方法では用意に収集できない事実情報を見出すために、人々がどのようなことを考えているのかを知りたい場合に適している[8]。
- フィールドワーク研究
現場でインタビューやアンケート調査、資料調達などを行うことによって、研究対象を直接観察する定性的研究。

## 日本における会計学関連の学会
- 日本会計研究学会

昭和12年(1937年)12月24日設立。発起人は吉田良三（東京商科大学教授）、太田哲三（東京商科大学教授）、三辺金蔵（慶應義塾大学教授）、岡田誠一（早稲田大学教授）、渡部義雄、長谷川安兵衛（早稲田大学教授）、村瀬玄（東京商科大学附属商学専門部教授）、黒澤清（横浜国立大学教授）の8名である。一橋大学の如水会館で創立理事会が開かれた。学会代表者は吉田良三である。
- 日本会計史学会

日本会計研究学会会計史特別研究グループが母体となり、昭和57年(1982年)6月2日、日本会計史学会創立総会が日本大学経済学部2階大会議室においてなされた。
- 国際会計研究学会

日本会計研究学会等の隆盛な研究活動の中から生まれた。昭和59年(1984年)6月23日、国際会計研究学会創立大会が早稲田大学商学部202教室で行われた。
- 日本簿記学会

日本会計研究学会の中から誕生した。昭和60年(1985年)1月19日、日本簿記学会設立総会が明治大学で開かれた。初代会長は新井益太郎(成蹊大学教授)、副会長武田隆二(神戸大学教授)等であった。
- 会計理論学会

日本会計研究学会の際に開かれた東西合同研究会が母体となる。昭和61年(1986年)9月6日(土)、会計理論学会創立大会が駒澤大学で開催された。
- 国際公会計学会
- 税務会計研究学会
- 中小企業会計学会
- 日本管理会計学会
- 日本経営会計学会
- 日本経営分析学会
- 日本原価計算研究学会

上記の他にも、日本会計教育学会、日本監査研究学会、日本社会関連会計学会、日本組織会計学会、日本ディスクロージャー研究学会等が存在する。

## 日本国外における会計学関連の学会
- アメリカ会計学会 (アメリカ合衆国)

## 日本の会計学者
「日本の会計学者」を参照。

## 国家試験・検定試験
日本においては、会計学に関する科目を受験しなければならない、あるいは受験可能な国家試験や検定試験が数多く存在する。

### 国家試験
- 公認会計士試験
公認会計士・監査審査会が行う国家試験である。会計学に関連する出題科目は、短答式の財務会計論・管理会計論・監査論、そして論文式の会計学・監査論である。
- 税理士試験
国税審議会[注 2]が行う国家試験である。会計学に関連する出題科目は、簿記論と財務諸表論である。
- 中小企業診断士試験
1次試験科目に、財務・会計が含まれる。
- 証券アナリスト試験
2021年までは、会計関連科目として、第1次レベルでは財務分析が、第2次レベルではコーポレート・ファイナンスと企業分析が、それぞれ出題されていた。2022年度からは、カリキュラム体系の改訂があり、第1次、第2次にそれぞれ区分されていた学習分野が共通の6分野に再編されたため、第1次レベルの財務分析及び第2次レベルの企業分析は、「財務分析」という分野名で、第1次試験（選択式）、第2次試験（記述式）に出題されるようになった。
- 財務専門官採用試験
多肢選択式専門試験から会計学の問題が6問出題されるが、科目選択式なので必須ではない。記述式専門試験にも会計学からの出題があるが、同じく科目選択式であるため必須ではない。
- 国税専門官採用試験
多岐選択式専門試験から会計学の問題が8問出題されるが、こちらの試験では必須である。記述式専門試験にも会計学からの出題があるが、科目選択式であるため必須ではない。
- 東京都庁職員採用試験
記述式専門試験に会計学からの出題があるが、科目選択式であるため必須ではない。

### 検定試験
- 日商簿記検定（日商簿記）
- 全国経理教育協会 簿記能力検定（全経簿記）
- 全国商業高等学校協会 簿記実務検定（全商簿記）
- 日本ビジネス技能検定協会 簿記能力検定試験（日ビ簿記）
- 建設業経理検定
- 農業簿記検定
- ビジネス会計検定試験
- ビジネス・キャリア検定「経理」
- ビジネス・キャリア検定「財務管理」
- FASS検定
- 会計ファイナンシャル検定®
- 会計実務検定試験
- 国際会計検定（BATIC）
- 英文会計検定
- 管理会計検定
- 電子会計実務検定
- コンピュータ会計能力検定
- 地方公会計検定